# Бородастик малазійський
Бородастик малазійський (Psilopogon duvaucelii) — вид дятлоподібних птахів родини бородастикових (Megalaimidae).

## Поширення
Вид поширений на Малайському півострові, на Суматрі і Калімантані. Мешкає в чагарниках і лісах до 1200 м над рівнем моря.

## Опис
Птах завдовжки 17-18 см, вагою 26—37 г. Оперення зеленого кольору. Має синє горло і потилицю, чорний дзьоб і велику чорну смугу між очима. Під очима є червоні плями, оточені чорним.

## Підвиди
- P. d. duvaucelii — номінальний підвид; Півострів Малайзія, Суматра, Борнео та острів Бангка.
- P. d. gigantorhinus — острів Ніас, біля західної Суматри
- P. d. tanamassae — острів Бату, біля західної Суматри